# Giuseppe Marchetti Tricamo
Giuseppe Marchetti Tricamo (Messina, 14 novembre 1944) è uno storico italiano, studioso dell'identità nazionale italiana.

## Vita
Negli anni giovanili è stato presidente dei «Centri universitari d'iniziativa europea» (aderenti al Movimento Europeo), cosegretario nazionale della Federazione giovanile repubblicana e segretario generale del movimento Mezzogiorno giovani.
Alla fine degli anni '70 è stato, per alcuni numeri, direttore responsabile della Voce Repubblicana (direttore politico Oddo Biasini) e successivamente de L'Informatore repubblicano (direttore politico Giovanni Spadolini).
È stato docente presso la Facoltà di Scienze della comunicazione della Sapienza - Università di Roma. All'editoria ha dedicato i libri La fabbrica delle emozioni.
 
È stato dirigente Rai, dirigente di Rai Notte, direttore di Rai Eri e delle riviste Nuova Civiltà delle macchine e Nuova Rivista musicale italiana. Ha diretto per tredici anni, dalla fondazione al 2018 Leggere:tutti.

## Opere
- La fabbrica delle emozioni, Franco Angeli, 2005
- Il tempo dilatato. Riflessioni sul senso della lettura, Ibiskos-Ulivieri, 2018
- Succedeva a Chicago in una fredda sera d'inverno, Ibiskos-Ulivieri, 2019
- Sciabica,  Ibiskos-Ulivieri, 2021
- La rotta della speranza, Ibiskos-Ulivieri, 2023
- Il mondo di carta, All Around, 2023

Giuseppe Marchetti Tricamo è coautore dei libri: 
- Fratelli d'Italia. La vera storia dell'inno di Mameli, Mondadori, 2001
- Il Tricolore degli italiani, Mondadori, 2002
- Viva l'Italia. Viva la repubblica, Mondadori, 2003
- L'Italia s'è desta, Cairo, 2011

| Controllo di autorità | VIAF (EN) 56833785 · ISNI (EN) 0000 0000 4161 0244 · SBN LO1V196022 · LCCN (EN) no2002024809 · BNF (FR) cb144621294 (data) |